# Damen i søen
Damen i søen er en keltisk moder-gudinde, der bor i Søer, og var meget udbredt.
Hun kendes under mange navne: Nimue, Nimueh, Vivienne, Viviane, Coventina, Modron og andre. Hun afbildes ofte som tre kvinder på samme tid, ungmø, kvinde og gammel.
I sagnkredsen om Kong Arthur optræder hun i adskillige udgaver. Bl.a. som de tre kvinder, hvoraf den ene er Morgan le fay, der sejler ham bort til øen Avalon, da han er døende. Lancelot bliver opfostret af hende.
De mange menneskeofringer, vi finder i Danmark og det øvrige Nordeuropa som moselig, er formodentlig ofret til hende eller en tilsvarende gudinde i keltisk (før-romersk) jernalder.
Legenden om Sværdet i Stenen blev senere glemt, og historien blev "ændret" til, at Kong Arthur blev givet sit magiske sværd Excalibur af "Damen i Søen" ved selve hendes sø.

## Tv-serienMerlin
I BBC's tv-serie Merlin, også vist på DR1, smeder Guineveres far, Tom the Blacksmith (Smeden Tom), sværdet, og Merlin får det, hvorefter han går til Den Store Drage Kilgharrah, som er lænket under slottet Camelot. Her puster dragen sin magiske ånde ud over sværdet, som derved bliver smedet om til et magisk sværd. Merlin giver det til Arthur, der skal bruge det mod en død person, som er blev reanimeret med magi og således kun kan besejres med magi. Merlin bringer efterfølgende sværdet tilbage til dragen for at spørge, hvad han skal gøre med det, og dragen svarer, at han skal skille sig af med det. Merlin tager ud til den store sø og smider det i vandet, hvilket får serien til en vis at reflektere legende. Senere får Merlin sværdet tilbage, at damen i søen henter det op til ham, hvorefter Merlin bruger det til at redde Arthur og Camelot. Derefter placerer han sværdet i stenen jf. Sværdet i Stenen.